# Ellis Williams
Pour les articles homonymes, voir Williams.
Ellis Williams (né le 28 juin 1951 à Brunswick, en Géorgie États-Unis)est un acteur américain.

## Filmographie
- 1984 : The Brother from Another Planet : Watcher
- 1987 : Eddie Murphy Raw : Eddie's uncle (sketch)
- 1989 : Détectives en folie (Second Sight) : Davey
- 1989 : Music Box : Loop Group
- 1990 : Succube (Def by Temptation) : Demon Limo Driver
- 1990 : Backstreet Dreams : Slick Shot
- 1991 : Hangin' with the Homeboys : Bobby
- 1991 : Strictly Business : Teddy Halloran
- 1992 : Me and Veronica : Bridge Guard
- 1993 : Le Saint de Manhattan (The Saint of Fort Washington) : Metal Detector Guard
- 1994 : Drop Squad : Frankman
- 1995 : The Little Death : Tenant
- 1995 : Above Suspicion : Evidence Attendant
- 1996 : Au-delà des lois (Eye for an Eye) : Policeman at Crime Scene
- 1996 : Le Cobaye 2 (Lawnmower Man 2: Beyond Cyberspace) : Chief of Security
- 1996 : L'Ombre blanche (The Glimmer Man) : Brother Gaglio
- 1997 : A River Made to Drown In : Clerk in Liquor Store
- 1997 : 8 têtes dans un sac (8 Heads in a Duffel Bag) : Newark Porter
- 1997 : Jackie Brown : Cockatoo Bartender
- 1999 : Tropical Charlene : Sameel
- 1999 : Allergique à l'amour (en) (Love Stinks) de Jeff Franklin : Minister
- 2000 : Les Aventures de Rocky et Bullwinkle (The Adventures of Rocky & Bullwinkle) de Des McAnuff : Security Guard #2
- 2000 : Attention Shoppers : Luke Pinnafore
- 2001 : Kingdom Come de Doug McHenry (en) : Woodrow 'Bud' Slocumb
- 2001 : Ali : Family Photo Man
- 2002 : Antwone Fisher de Denzel Washington : Reverend Tate
- 2003 : Elephant : GSA Teacher
- 2003 : The Battle of Shaker Heights (en) d'Efram Potelle (en) et Kyle Rankin et Kyle Rankin et Kyle Rankin : Charlie Hayes
- 2004 : Coming Up Easy : Alfred
- 2004 : The Girl Next Door (The Girl Next Door) : Scholarship President
- 2006 : Papa Joe : Papa Joe

### Télévision
- 1985 : Opération Foxfire (Code Name: Foxfire) : Street Singer
- 1994 : Mary Silliman's War : Peter
- 1996 : The Right to Remain Silent : Black Man
- 1996 : Alien Nation: Millennium
- 2000 : Running Mates : Reverend
- 2001 : Au rythme du destin (Chasing Destiny) : Winston
- 2002 : Little John : Lou
- 2004 : Charmed : Bus Driver